# Camponogara
Camponogara és un municipi italià, dins de la ciutat metropolitana de Venècia. L'any 2007 tenia 12.570 habitants. Limita amb els municipis de Campagna Lupia, Campolongo Maggiore, Dolo i Fossò.

## Administració
| Període | Identitat         | Partit        |
| ------- | ----------------- | ------------- |
| 2007-   | Desiderio Fogarin | Llista cívica |